# François Coppée
François Edouard Joachim Coppée (Párizs, 1842. január 12. – Párizs, 1908. május 23.) francia költő, író.

## Életrajza és munkássága
1884-től volt a Francia Akadémia tagja. Első költeménygyűjteménye: Le reliquaire (1866) és Les intimités (1868). Ezeket követte Poèmes modernes (1869) c. kötete, amely Coppée hírnevét megalapozták. Később színdarabokat is írt: Le passant (1869); La grève des forgerons (1869), majd újból költeményeket: Les humbles (1862); Le cahier rouge (1874); Olivier (verses elbeszélés, 1875); L'Exilée (verses elbeszélés (1877); Récits et élégies (1878); Vingt contes nouveaux (1883) és egy regényt: Une idylle pendant le siège (1876). 
Mint drámaíró inkább az egyfelvonásos daraboknál maradt: Deux douleurs (1870), Fais ce que doit (1871), Les bijoux de la délivrance (1872); Le Luthier de Crémone (1876); nagyobb, ötfelvonásos darabokkal csak erkölcsi sikereket ért el; ilyenek: Madame de Maintenon (1881), Severo Torelli (1883). További munkái: Une mauvaise soirée (1887), Contes rapides (1888), Henriette (1889), Les paroles sincères (1890), Toute une jeunesse (1890), Le cahier rouge (Poésies, 1891), Le coup de Tampon (Poésies, 1891), L'Homme-affiche (1891), Plus de sang, Promenades et intérieures (1891). Le Pater (1889) című egyfelvonásos darabjának előadását 1889 decemberében a minisztérium megtiltotta. 
Összes művei (Œuvres complètes) Párizsban 1885-ben jelentek meg 6 kötetben.

## Magyarul
- Coppée Ferenc: A kovácsok sztrájkja; ford. Ozoray Árpád; Bartalits, Pest, 1873
- Kisebb színművek; ford. Csiky Gergely; Franklin, Bp., 1884 (Olcsó könyvtár)
- Severo Torelli. Dráma; ford. Csiky Gergely; Franklin, Bp., 1887 (Olcsó könyvtár)
- Két fájdalom. Dráma; ford. ifj. Szász Béla; Franklin, Bp., 1892 (Olcsó könyvtár)
- Nyolcz beszély; ford. Tauszikné-Fenyvessy Szeréna; Athenaeum, Bp., 1894 (Az Athenaeum olvasótára)
- Idyll a háború alatt; ford. Molnár Gyula; Franklin, Bp., 1894 (Olcsó könyvtár)
- Henrietta. Beszély; ford. Molnár Gyula; Franklin, Bp., 1894 (Olcsó könyvtár)
- Az élet harczai. Novellák; írták Coppée és mások, ford. Zempléni P. Gyula; Pannonia, Bp., 1894
- Az igazi gazdagok. Két elbeszélés; ford. Tábori Róbert; Légrády, Bp., 189? (Legjobb könyvek I.)
- A koronáért. Dráma; ford. Ábrányi Emil; Athenaeum, Bp., 1897
- Coppée Ferenc költeményeiből; ford. Bogdánfy Lajos; Franklin, Bp., 1898 (Olcsó könyvtár)
- Henriette. Elbeszélés; ford. Bottlikné Tölgyessy Margit; Lampel, Bp., 1898 (Magyar könyvtár)
- A kovácsok sztrájkja és más elbeszélő költemények; ford. Radó Antal; Lampel, Bp., 1898 (Magyar könyvtár)
- Marcel Prévost: A titkos kert. Regény, 1-2.; ford. Hevesi Sándor / Coppée Ferencz: Jótékony bűntett; ford. Fáy J. Béla; Singer-Wolfner, Bp., 1898 (Egyetemes regénytár)
- Adós fizess. Regény; ford. Tóth Béla; Lampel, Bp., 1899 (Magyar könyvtár)
- Beer M. József: A kovácsok sztrájkja. Opera; szöveg Coppée nyomán Léon Viktor, ford. Várady Sándor; Magyar Királyi Operaház, Bp., 1899
- Az ezred száma; in: Franczia elbeszélők tára. 2. sorozat; Daudet, Claretie et al.; ford. Ambrus Zoltán, B. Tölgyessy Margit; Lampel, Bp., 1899 (Magyar könyvtár)
- Az üdvözítő szenvedés; ford. Becker Hugó; Stephaneum Ny., Bp., 1903
- Henriette szerelme; ford. Gerely Jolán; Singer-Wolfner, Bp., 1918 (Milliók könyve)
- Az igazi gazdagok; ford. Kéméndyné Novelly Riza; Singer-Wolfner, Bp., 1924 (Milliók könyve)
- Anya, fiú és a harmadik; Soóky, Bp., 1943
- Megszólal a szív; Siményi, Bp., 1944